# 아가페

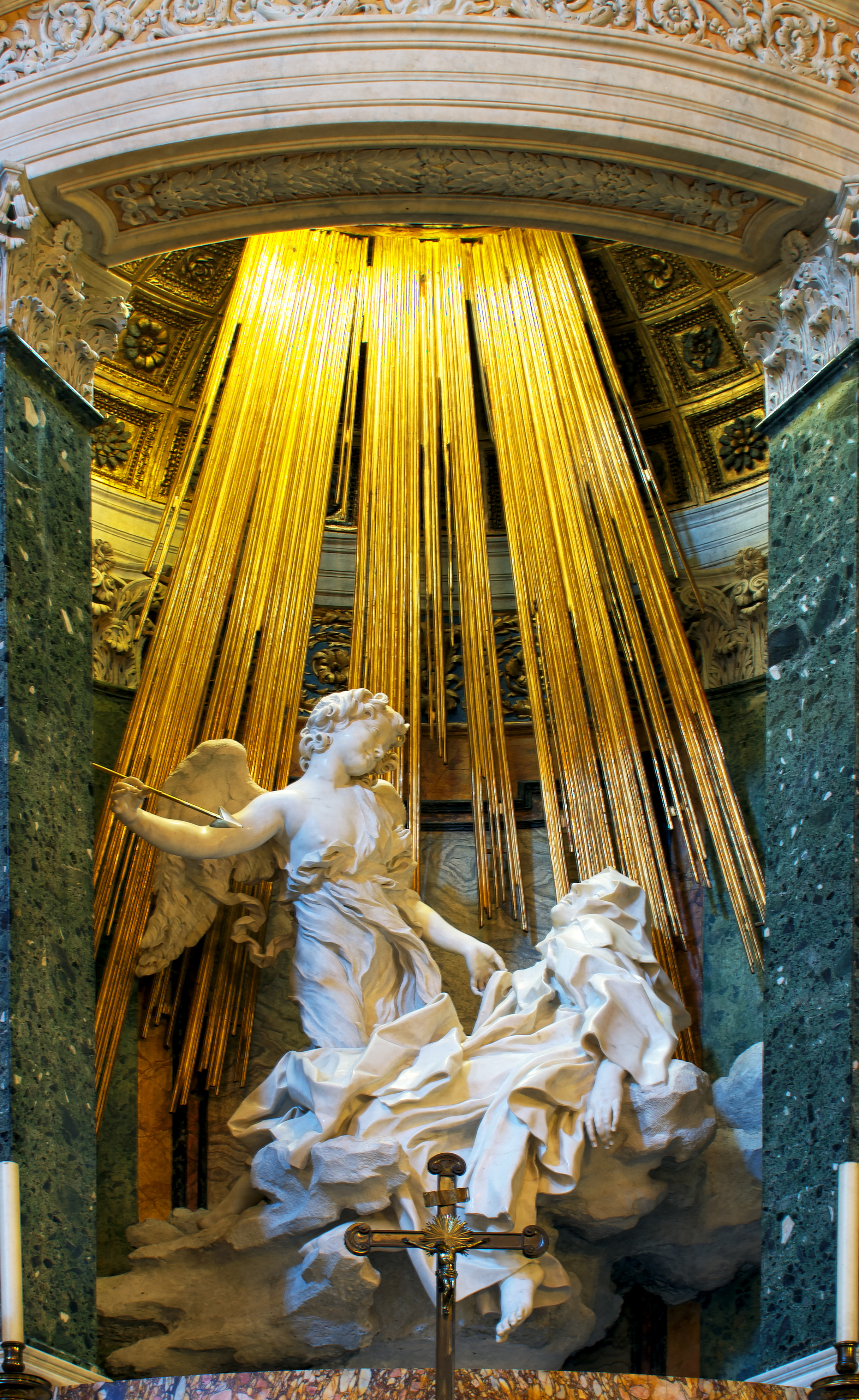

아가페(그리스어: αγάπη)는 "사랑의 가장 높은 형태이며, 자선"이자 "하나님이 [인간을] 사랑하고, [인간이] 하나님을 사랑하는 것"이다. 이는 필리아, 형제애, 또는 자기애, 자기애와는 대조적으로, 상황에 관계없이 초월하고 지속되는 깊은 희생적 사랑을 포괄한다.
동사 형태는 호메로스 시대까지 거슬러 올라가며, 문자적으로 애착으로 번역되어 "애착으로 인사하다" 및 "죽은 자에게 애착을 보이다"와 같이 쓰였다. 다른 고대 작가들은 이 단어의 형태를 배우자나 가족에 대한 사랑, 또는 특정 활동에 대한 애착을 나타내는 데 사용했으며, 이는 에로스 (성적 본질의 애착)와는 대조적이다.
신약성경에서 아가페는 하나님의 인간에 대한 언약적 사랑과 인간의 하나님에 대한 상호적 사랑을 지칭하며, 이 용어는 필연적으로 이웃에 대한 사랑으로 확장된다. 일부 현대 작가들은 아가페의 사용을 비종교적인 맥락으로 확장하려고 시도했다.
아가페의 개념은 기독교 맥락에서 광범위하게 연구되었다. 또한 다른 종교, 종교 윤리, 및 과학의 맥락에서도 고려되었다.

## 초기 사용
아가페라는 단어는 다신교 그리스 문학에서는 거의 발견되지 않는다. 바우어의 사전에 따르면, 아가페라는 단어가 비석에 새겨진 경우가 있는데, 이는 아마도 조국으로부터 "높은 존경"을 받은 다신교 군 장교를 기리기 위한 것일 것이다.

## 기독교

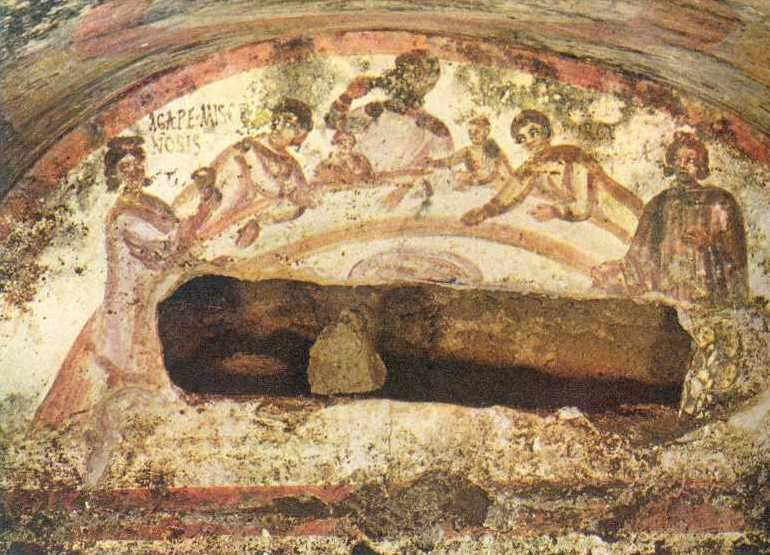
초기 기독교 아가페 연회에서 잔을 들고 있는 여성 인물의 프레스코. 마르첼리노와 베드로의 카타콤베, 비아 라비카나, 로마.

아가페라는 단어는 후대 기독교 작가들에 의해 특별히 기독교적 사랑이나 자선(1 고린토인들에게 보낸 첫째 편지 13:1–8), 심지어는 하나님 자신을 나타내는 단어로서 더 넓게 사용되었다. "하나님은 사랑이시다"(ὁ θεὸς ἀγάπη ἐστίν)라는 표현은 신약성경에 두 번 등장한다. 즉, 요한1서 4:8;16이다. 아가페는 또한 초기 기독교인들에 의해 하나님의 인류에 대한 자기 희생적인 사랑을 지칭하는 데 사용되었으며, 그들은 하나님을 향하여 그리고 서로 간에 이 사랑을 보답하고 실천하기 위해 헌신했다 (케노시스 참조). 이 이해는 구약성경 전체에 걸쳐 가르쳐지는 히브리어의 근본적인 개념인 헤세드, 즉 하나님의 사랑스러운 친절함에 기반을 둔다.
아가페는 많은 기독교 작가들에 의해 특별히 기독교적인 맥락에서 설명되어 왔다. C. S. 루이스는 『네 가지 사랑』에서 아가페를 인류에게 알려진 가장 높은 사랑의 종류, 즉 타인의 행복에 열정적으로 헌신하는 이타적인 사랑으로 묘사한다.
이 용어의 기독교적 사용은 예수의 가르침을 기록한 정경 복음서에서 직접 유래한다. 가장 큰 계명이 무엇인지 질문받았을 때, "예수께서 이르시되 네 마음을 다하고 목숨을 다하고 뜻을 다하여 주 너의 하나님을 사랑하라 하셨으니 이것이 크고 첫째 되는 계명이요 둘째도 그와 같으니 네 이웃을 네 자신과 같이 사랑하라 하셨으니 이 두 계명이 온 율법과 선지자의 강령이니라"(마태복음 22장 37-40절)라고 말씀하셨다. 유대교에서 첫째 계명인 "주 너의 하나님을 사랑하라"는 셰마의 일부이며(신명기 6장 5절), 둘째 계명인 "네 이웃을 네 자신과 같이 사랑하라"는 레위기 19장 18절의 명령이다.
산상수훈에서 예수는 말씀하셨다:
너희는 '네 이웃을 사랑하고 네 원수를 미워하라'고 들었다. 그러나 나는 너희에게 말한다. 너희 원수를 사랑하고 너희를 박해하는 자들을 위하여 기도하라. 그리하면 너희가 하늘에 계신 너희 아버지의 아들이 될 것이니, 그는 악한 자와 선한 자에게 해를 뜨게 하시며, 의로운 자와 불의한 자에게 비를 내리시기 때문이다. 너희를 사랑하는 자들을 사랑하면 무슨 상이 있으리요?— 마태복음 5장 43-46절

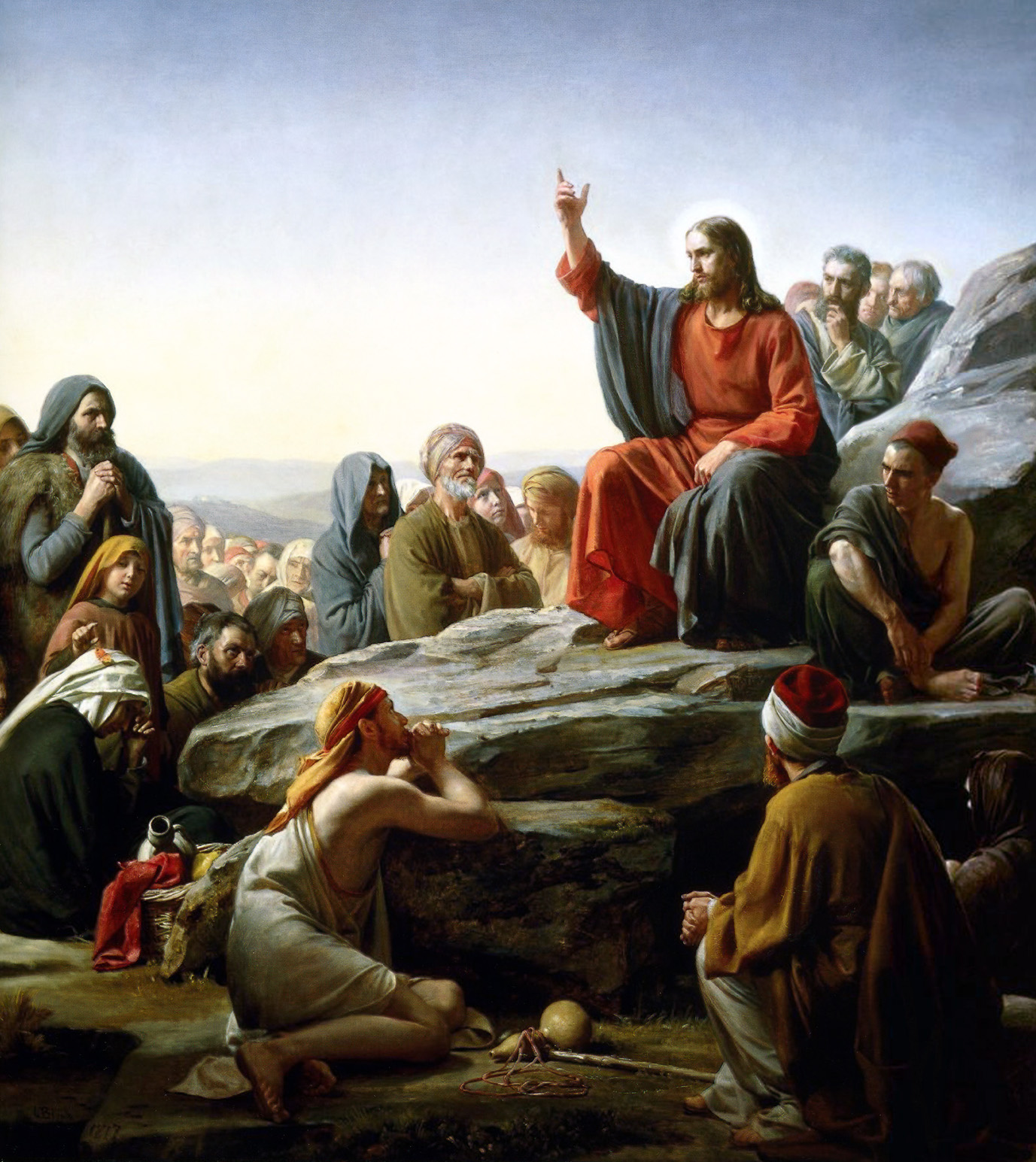
산상수훈, 카를 블로흐, 1877

테르툴리아누스는 2세기 기독교인들을 변호하는 글에서 기독교적 사랑이 이교도들의 주목을 끌었다고 언급한다: "우리 적들의 눈에 우리를 돋보이게 하는 것은 우리의 사랑이다. '보라,' 그들이 말한다, '그들이 어떻게 서로 사랑하는지 보라.'" (변증론 39).
성공회 신학자 O. C. 퀵은 인간 경험 속의 아가페는 "매우 부분적이고 초보적인 실현"이며, "순수한 형태에서는 본질적으로 신성하다"고 쓴다.
우리가 자기 자신의 필요나 욕망 때문이 아니라 순수하게 사람들을 그들 자신을 위해 사랑하고, 순수하게 그들의 행복을 바라며, 그럼에도 불구하고 그들이 현재 어떤 존재인지 때문이 아니라 그들을 창조했기 때문에 그들을 어떤 존재로 만들 수 있는지 알기 때문에 그들을 온전히 사랑하는 자의 사랑을 상상할 수 있다면, 우리는 인류의 아버지이자 창조주의 사랑에 대한 진정한 이미지를 마음에 품게 될 것이다.

신약성경에서 아가페라는 단어는 종종 하나님의 사랑을 묘사하는 데 사용된다. 그러나 이 단어의 다른 형태는 비난적인 맥락에서 사용되기도 하는데, 예를 들어 아가파오 동사의 다양한 형태가 그러하다. 예시는 다음과 같다:
- 디모테오에게 보낸 둘째 편지 4:10— "데마는 이 세상을 사랑하여 [아가페사스] 나를 버리고..."
- 요한의 복음서 12:43— "그들은 하나님의 칭찬보다 사람의 칭찬을 더 사랑하였음이더라 [에가페산]."
- 요한의 복음서 3:19— "그 정죄는 이것이니 곧 빛이 세상에 왔으되 사람들이 자기 행위가 악하므로 빛보다 어둠을 더 사랑한 [에가페산] 것이니라."

칼 바르트는 아가페와 에로스를 그 기원과 욕구가 없는 헌신의 깊이에 기초하여 구별한다. 아가페를 통해 인류는 단지 본성을 표현하는 것이 아니라 본성을 초월한다. 아가페는 이웃의 매력 여부에 전혀 관계없이 이웃의 이익과 동일시하며, 상호성을 기대하지 않는다.

### 식사
아가페라는 단어는 신약성경에서 복수형(아가파이)으로 초기 기독교인들이 먹던 식사나 잔치를 묘사하는 데 사용되는데, 유다서 편지&verse=1:12&src=KJV 1:12와 베드로후서 2:13에 나타난다. 아가페 연회는 오늘날에도 많은 기독교 교단, 특히 형제회와 기타 플레인, 재세례파 교회에서 여전히 지켜지고 있다. 예를 들어, 구질서 리버 형제회와 구 형제회에서는 여전히 일 년에 두 번 특별 집회, 자기 성찰 및 삼부 성찬식의 일부로서 공동체적인 사랑의 잔치를 위해 주말을 따로 정해둔다.

## 텔레마
20세기 초 알리스터 크롤리가 발전시킨 신흥 종교 운동인 텔레마에서 아가페라는 용어는 중요한 의미를 지닌다. 그리스어에서 유래한 아가페는 전통적으로 이타적이고 무조건적인 사랑을 의미한다. 텔레마 실천에서 아가페는 가장 높은 형태의 사랑을 나타내며 종종 진정한 의지와 종교의 핵심 원칙인 "뜻하는 대로 행하라, 이것이 율법의 전부이니라. 사랑은 율법이며, 의지 아래의 사랑이니라."와 연관된다. 이러한 맥락에서 아가페는 개인의 신성한 의지의 표현이자 개인적 목적과 보편적 사랑의 조화로 여겨진다. 이는 타인에 대한 사랑과 자기 자신에 대한 사랑을 모두 포함하며, 개인적인 욕망과 애착을 초월한다. 텔레마 의식에서 이 용어는 실천자들 사이의 일체감, 연민, 영적 연결을 함양하기 위해 사용된다.

## 같이 보기
- 성찬